# Annulococcus ugandaensis
Annulococcus ugandaensis  (лат.) — вид полужесткокрылых насекомых-кокцид рода Annulococcus из семейства мучнистые червецы (Pseudococcidae).

## Распространение
Восточная Африка: Уганда.

## Описание
Питаются соками корней злаковых растений (Poaceae). 
Вид был впервые описан в 1936 году энтомологом Х. Джеймсом (James, H. C.). Annulococcus ugandaensis включён в состав рода Annulococcus вместе с видами A. luffi, A. suaedae, A. groenlandensis, A. melanovirens, A. colchicus, A. gouxi, A. altaicus, A. pauperculus, A. salviae, A. saxatilis, A. labiatarum, A. zirnitsi и другими таксонами.